# Ana del aire
Ana del aire é uma telenovela mexicana produzida por Ernesto Alonso para a Televisa e exibida pelo El Canal de las Estrellas em 1974.
Foi protagonizada por Angélica María e Fernando Allende e antagonizada por Susana Alexander.

## Sinopse
Ana é uma aeromoça que vive com Andrea, que acredita que ela é sua mãe e que, por sua vez, foi separada de seu pai, Esteban; e Elena, sua irmã, que sofria de poliomielite quando criança, tornando-se inválida e com ganchos nas pernas, então ficou consciente de si mesma e com sentimentos de ódio por ela. Ana tinha como amigas Norma e Consuelo, também comissárias de bordo. Os três são cortejados por três pilotos: Gerardo, Jorge e Hannibal. Embora Jorge esteja apaixonado por Ana, ela começa um relacionamento com Gerardo, que termina quando ela descobre que teve uma filha com outra mulher. Pouco depois, Ana descobre que sua verdadeira mãe é Nadia, uma famosa pianista que a deixou continuar sua carreira. Ana começa a namorar Jorge, apesar de continuar a amar Gerardo, que, com sua esposa, sofre um acidente. Como resultado, ela morre e ele perde a visão. Afetado emocionalmente e com o propósito de que ninguém tenha pena dele, Gerardo se afasta de Ana, sua família e amigos, e vai viver no país com apenas uma governanta. No entanto, ele precisa de uma enfermeira. Depois de aprender o que aconteceu com Gerardo, Ana quebra seu relacionamento com Jorge, sai do emprego e vai onde ele está com Gerardo, esconde sua identidade e se apresenta como sua enfermeira. Gerardo, que ainda ama Ana, lembra sua imagem e pinta uma foto. Ele o encerra e mostra a governanta, e a apresenta como a mulher que ama. Mas a governanta menciona a semelhança entre a mulher na pintura e a enfermeira que cuida dela. Furioso por sua decepção, Gerardo corre para Ana. No entanto, quando ele recupera a visão, Gerardo procura Ana, que aceita ser a mãe de sua filha. No final Ana e Gerardo são casados.

## Elenco
- Angélica María .... Ana
- Fernando Allende .... Gerardo
- Andrés García .... Jorge
- Jaime Moreno .... Aníbal
- Sasha Montenegro .... Dolly
- Susana Alexander .... Lola
- Armando Silvestre .... Esteban
- Silvia Derbez .... Andrea
- María Rubio  .... Nadia
- César del Campo .... Gastón
- Susana Dosamantes .... Norma
- María Eugenia Ríos .... Inés
- Lupita D'Alessio .... Consuelo
- Miguel Macía .... Armando
- Zoila Quiñones .... Elena
- Patricia Panini .... Vilma
- Daniel Santalucía .... Juan
- Alfredo Torres .... Luis
- Miguel Ángel Ferriz. .... Mesero
- Raúl Boxer .... Lic. Basurto
- Nélida .... Paula Dopson
- Javier Ruán .... Alex
- Tara Parra .... María Teresa
- Alicia Palacios .... Rosa
- Chela Nájera .... Teresa
- José Loza .... Miguel Espino
- Héctor Cruz .... Tom
- Tita Grieg .... Tita